# Montaña Diama
La Montaña Diama est un volcan du centre de l'île de Lanzarote dans les îles Canaries. Culminant à 469 m d'altitude, il est situé sur la commune de Yaiza et domine les vignobles de La Geria.

## Géologie

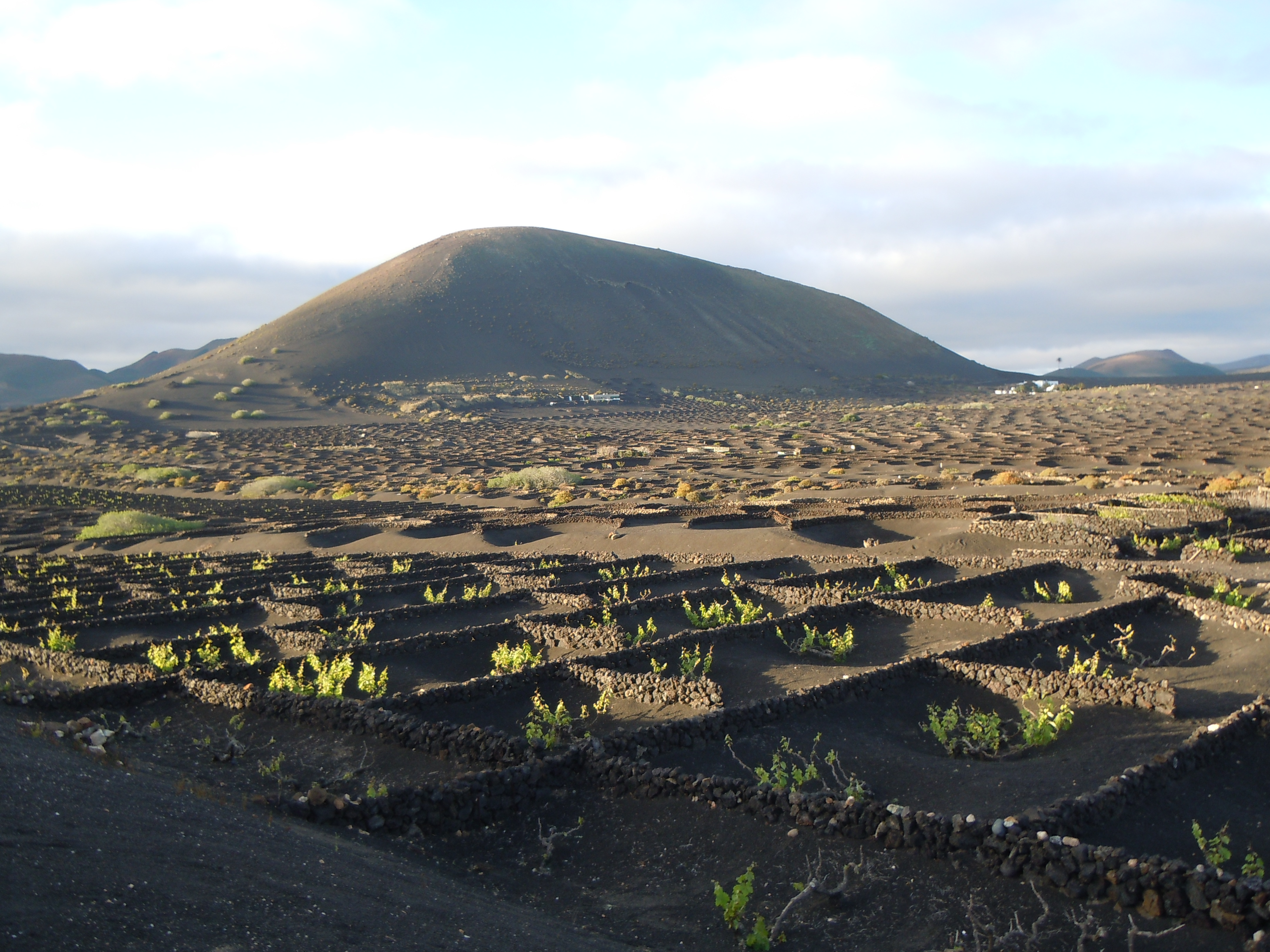
Montaña Diama dominant les vignes de la vallée de la Geria

La Montaña Diama est un cône volcanique faisant partie des volcans de la série III de Lanzarote, volcans du Pléistocène moyen en éruption il y a moins de 700 000 ans. La base de la montagne a été recouverte par des coulées de lave des éruptions du XVIIIe siècle constituant le sol fertile de la vallée de la Geria.
La forme arrondie du sommet de la Montaña Diama résulte d'une forte érosion éolienne.